# Отторіно Сартор
Отторіно Сартор (ісп. Ottorino Sartor; 18 вересня 1945 — 2 червня 2021) — перуанський футболіст, що грав на позиції воротаря.
Один з найкращих воротарів в історії перуанського футболу. У складі збірної Перу — переможець чемпіонату Південної Америки.

## Клубна кар'єра
У дорослому футболі дебютував 1965 року виступами за команду «Дефенсор Арика», в якій провів сім сезонів, після чого став гравцем клубу «Хосе Гальвес», до складу якого приєднався 1971 року. Відіграв за команду з Чімботе наступні два сезони своєї ігрової кар'єри.
Протягом сезону 1974 року захищав кольори клубу «Атлетіко Чалако», а в подальшому грав за клуби «Універсітаріо де Депортес», «Колехіо Насьйональ Ікітос», «Коронель Болоньєсі», «Тарма», «Спорт Бойз» та «Депортіво Мунісіпаль», а завершив ігрову кар'єру у команді «Хувентуд Ла Хоя», за яку виступав протягом 1981 року.

## Виступи за збірну
8 червня 1966 року дебютував в офіційних іграх у складі національної збірної Перу в товариському матчі проти збірної Бразилії, що завершився поразкою перуанців з рахунком 1:3.
У складі збірної був учасником розіграшу Кубка Америки 1975 року, здобувши того року титул континентального чемпіона, а сам Сартор відіграв 9 матчів своєї збірної, в яких пропустив 7 м'ячів.
Згодом Сартор потрапив до заявки збірної на чемпіонат світу 1978 року в Аргентині, проте весь турнір просидів на лавці запасних, оскільки Рамон Кірога був головним воротарем команди.
Свій останній виступ за збірну Сартор провів у товариському матчі проти збірної Колумбії 18 липня 1979 року, той матч перуанці програли з рахунком 0:1. Загалом протягом кар'єри у національній команді, яка тривала 14 років, провів у її формі 27 матчів, пропустивши 33 голи.

## Титули і досягнення
- Переможець Кубка Америки (1):

Перу: 1975